# Genesi: La creazione e il diluvio
Genesi: La creazione e il diluvio è un film televisivo del 1994 scritto e diretto da Ermanno Olmi, facente parte della collana Le storie della Bibbia e prequel delle quattro miniserie precedenti.
Fu presentato il 6 settembre 1994 fuori concorso al Festival del cinema di Venezia.

## Trama
Un anziano Noè (Omero Antonutti) racconta alla moltitudine di suoi nipoti e pronipoti la storia della Creazione, del Peccato originale, del fratricidio di Abele ed, infine, il Diluvio universale.

## Ascolti
| Prima TV Italia | Telespettatori | Share  |
| --------------- | -------------- | ------ |
| 6 aprile 1996   | 4 122 000      | 18.20% |